# Sam Lantinga
Sam Oscar Lantinga (Agosto de 1974) é um programador estadunidense. Foi o engenheiro de software chefe da Blizzard Entertainment, onde ficou conhecido pela comunidade como Slouken. É mais conhecido como o criador da Simple DirectMedia Layer, uma biblioteca de programação multimídia de código aberto, e também por ter desenvolvido o banco de dados de compatibilidade para Executor, um emulador proprietário de MacOS.

## Sobre
Anteriormente ele foi o programador chefe e co-fundador da extinta Loki Software, onde portou vários jogos para Linux. Um cliente em Linux para World of Warcraft foi desenvolvido, e negociações com a Linux Game Publishing estavam em andamento até a Blizzard cancelar o projeto. É desconhecido se Lantinga esteve envolvido com essa portagem.
Em 2008 fundou a Galaxy Gameworks para apoiar comercialmente o Simple DirectMedia Layer (SDL). Ele deixou a Blizzard Entertainment para "relaxar, ter um tempo para família, e explorar algumas ideias de expandir os negócios na Galaxy Gameworks." Logo após, ele lançou um novo site para Gameworks incluindo uma extensiva lista de depoimentos de desenvolvedores. Lantinga continuou a trabalhar para 38 Studios, que fechou em Maio de 2012. Atualmente trabalha na Valve Software.

## Games creditados
A seguir uma lista de produtos de jogos em que Lantinga desenvolveu ou estava envolvido na portagem.

### Blizzard Entertainment
- World of Warcraft
- Warcraft III: Reign of Chaos

### Loki Software
- Kohan: Immortal Sovereigns
- Tribes 2
- MindRover
- Sid Meier's Alpha Centauri
- Rune
- Rune: Halls of Valhalla
- Heavy Gear II
- Heretic II
- Heroes of Might and Magic III
- Railroad Tycoon II
- Civilization: Call to Power

### Ambrosia Software
- Maelstrom[11]